# Mathews (Virginia)
Mathews település az Amerikai Egyesült Államok Virginia államában, Mathews megyében, melynek megyeszékhelye is. Lakosainak száma 525 fő (2020. április 1.).

## Népesség
A település népességének változása:

| 2010 | 555 |
| 2020 | 525 |